# Паоло Вірдзі
Паоло Вірдзі (італ. Paolo Virzì; нар. 4 березня 1964) — італійський актор, письменник і режисер.
Народився в Ліворно.
За свій перший фільм, «La Bella Vita», він виграв премії Срібна стрічка та премію «Давид ді Донателло» за найкращий режисерський дебют.

## Вибрана фільмографія
- 1989 — Час вбивати
- 2006 — Н (я і Наполеон)
- 2008 — Усе життя попереду
- 2010 — Перше прекрасне
- 2012 — Кожен божий день
- 2013 — Ціна людини
- 2016 — Як навіжені / La pazza gioia
- 2022 — Посуха / Siccità